# Central Pacific Railroad

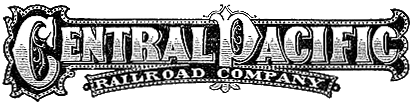
Logo.

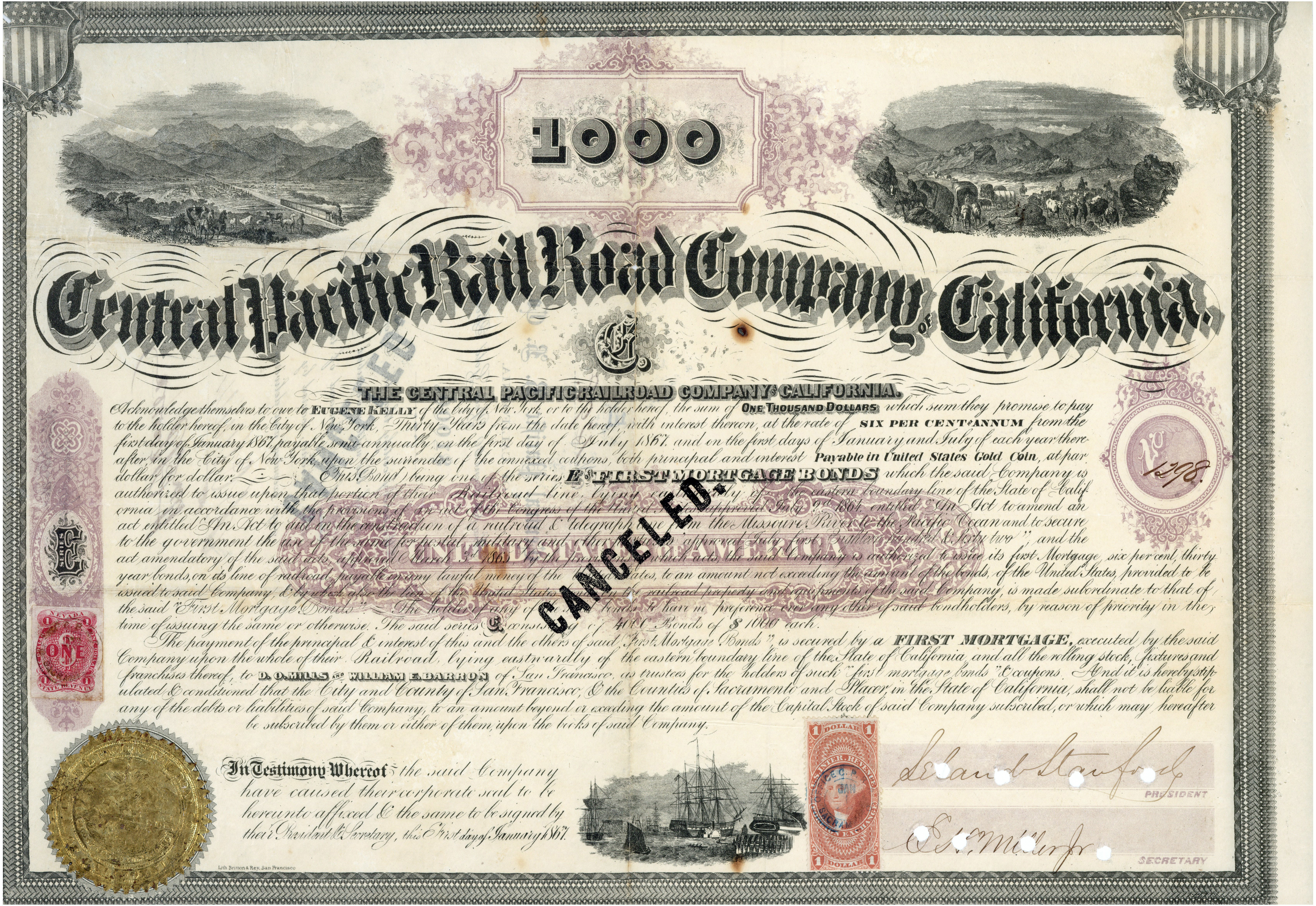
Erstrangige Hypothekenanleihe der Central Pacific Railroad über 1000 $, ausgegeben am 1. Januar 1867 zur Finanzierung des Baus der transkontinentalen Eisenbahn, Kapital und Zinsen zahlbar in Gold in New York, original signiert von Leland Stanford als Präsident der Eisenbahngesellschaft

Vollendung der ersten transkontinentalen Eisenbahnlinie zwischen Atlantik und Pazifik. Für die Presse gestellte Fotografie des feierlich begangenen Zusammentreffens der Central Pacific Railroad und der Union Pacific Railroad am 10. Mai 1869 am Promontory Summit in Utah.

Die Central Pacific Railroad war eine Eisenbahngesellschaft im Westen der Vereinigten Staaten. Sie entstand 1861 und ging durch ihre Beteiligung am Bau der ersten transkontinentalen Eisenbahnverbindung in die Geschichte der Eisenbahn in Nordamerika ein. Die Gesellschaft wurde später in die Southern Pacific Railroad eingegliedert.

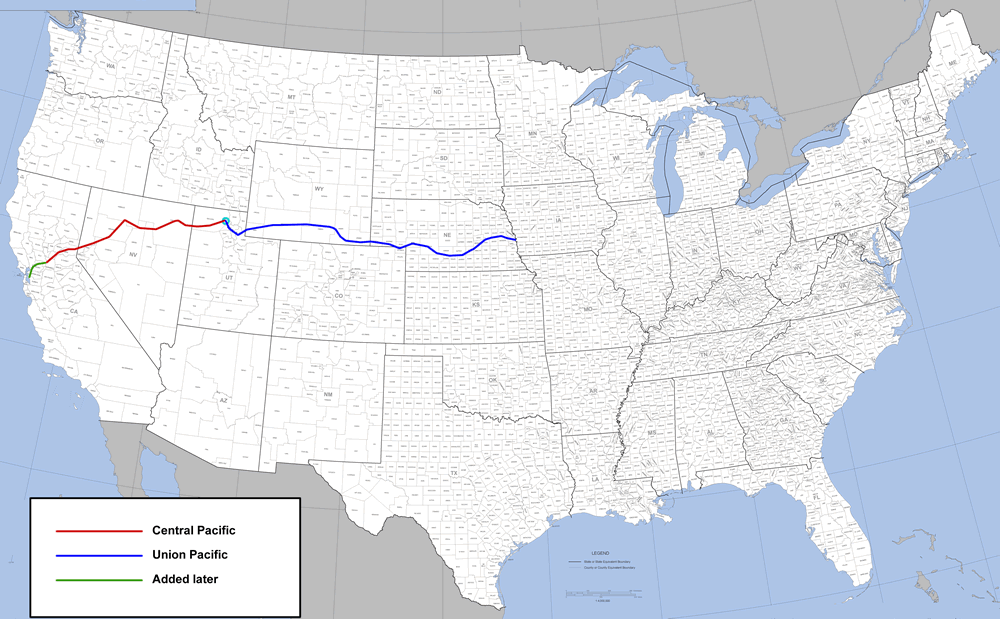
Die erste transkontinentale Eisenbahn. Central Pacific baute den rot markierten Abschnitt von Sacramento bis zum Großen Salzsee.

Theodore D. Judah, Eigentümer der Sacramento Valley Rail Road, suchte Investoren für den Bau einer Eisenbahnstrecke von Sacramento nach Virginia (Nevada). In Collis P. Huntington, Mark Hopkins, Charles Crocker und Leland Stanford fand er sie. Sie wurden bald unter der Bezeichnung „Big Four“ bekannt. Im Juni 1861 gründeten sie die Central Pacific Railroad. Mit dem 1862 beschlossenen Pacific Railroad Act, dem Gesetz zur Finanzierung und Unterstützung des Baus der transkontinentalen Eisenbahnverbindung, erhielt die Central Pacific Railroad den Auftrag, mit dem Bau von Westen aus zu beginnen. Die Bundesregierung in Washington stellte entsprechende finanzielle Beihilfen je gebauter Streckenmeile sowie Land zur Verfügung. Dies hatte zur Folge, dass nicht in jedem Falle die effizienteste Streckenführung gewählt wurde.
Im Januar 1863 begann der Bau. Als größtes Hindernis erwies sich die Überquerung der Sierra Nevada. Da nicht genug Arbeitskräfte zur Verfügung standen, wurden über 15.000 Chinesen angeworben. Die Strecke über den Donner Pass wurde am 30. November 1867 fertiggestellt. In der Folgezeit kam es zu einem regelrechten Wettkampf mit der Union Pacific Railroad, da jede Gesellschaft so viele Streckenkilometer wie möglich fertigstellen wollte. Zeitweise bauten die Gesellschaften an parallelen Trassen. Schließlich einigte man sich darauf, den Zusammenschluss an der heutigen Golden Spike National Historic Site am Großen Salzsee in Utah durchzuführen. Am 10. Mai 1869 wurde die erste transkontinentale Eisenbahnverbindung Amerikas vollendet.

## Theodore Judah und die „Big Four“
|  |  |  |  |  |

## Erschließung Kaliforniens
In der Folgezeit erfolgte der Bau einer Anschlussstrecke von Sacramento nach Oakland über den Altamont Pass und 1876 durch den Kauf der „California Pacific Railroad“ die Vergrößerung des Streckennetzes bis nach Vallejo. 1879 wurde eine Verbindung zwischen Porta Costa und Oakland fertiggestellt. Zusammen mit einer Eisenbahnfähre über die Carquinez-Straße zwischen Porta Costa und Benicia wurde eine zweite Verbindung nach Oakland geschaffen. Die Fähren wurden 1929 durch die Benicia–Martinez Bridge über die Meeresbucht abgelöst.
Schon frühzeitig begann die Central Pacific ihr Streckennetz auch nach Norden zu erweitern. 1870 erwarb die Central Pacific die „California and Oregon Railroad“ die von Marysville aus eine Strecke nach Norden baute. Sie baute diese Strecke weiter durch Redding entlang des Sacramento River und über die Siskiyou Range um eine Verbindung mit der Oregon & California Railroad in Ashland, Oregon 1887 herzustellen. Mit dem Erwerb dieser Gesellschaften konnte das Streckennetz bis nach Portland ausgedehnt werden. 1909 erfolgte dann die Eröffnung einer Strecke von Black Butte am Fuß des Mount Shasta nach Klamath Falls.
Bis 1870 gelangten die „Big Four“ in den Besitz der San Francisco and San Jose Railroad und der Southern Pacific Railroad. Letztere war gegründet worden, um eine Eisenbahnstrecke nach New Orleans zu bauen.
Nach der Fertigstellung der transkontinentalen Verbindung verfügte die Gesellschaft über das Quasi-Monopol für den Eisenbahntransport nach Osten. Dieses nutzte sie konsequent aus. Zum einen brachte sie Gemeinden dazu, für Anschlüsse ans Schienennetz entsprechende Zahlungen zu leisten oder setzte stark überhöhte Transportpreise fest. Mit ihrer daraus gewonnen finanziellen Macht übte sie Einfluss auf Politik und Medien aus. Das Monopol wurde erst gebrochen, als in den 1880er Jahren Portland durch die Union Pacific und die Northern Pacific Railroad erreicht wurde und die Atchison, Topeka and Santa Fe Railroad 1897 ihre durchgehende Verbindung nach Kalifornien fertigstellte. Die „Big Four“ besaßen zu dieser Zeit über 400 verschiedene Unternehmen, die in allen Gebieten der Infrastrukturentwicklung, unter anderem Transport, Land, Wasser, Öl, Landwirtschaft tätig waren, so dass die Einflussnahme des Unternehmens auf die Wirtschaft Kaliforniens noch lange bestehen blieb. Frank Norris schrieb auf der Grundlage dieser Aktivitäten seinen Roman „The Octopus: A Story of California“.
Bis 1884 waren Central Pacific und Southern Pacific zwei eigenständige Gesellschaften, die beide jedoch durch dieselben Personen (Big Four) kontrolliert wurden und deshalb auch als ein System betrieben wurden. Um die Gesellschaftsverhältnisse zu vereinfachen, wurde deshalb die Southern Pacific Company gegründet, die die Southern Pacific Railroad ablöste. Die Central Pacific Railroad verpachtete ihren Besitz an die SP und reorganisierte sich als Central Pacific Railway. 1901 übernahm die von E. H. Harriman geführte Union Pacific Railroad die Kontrolle der Southern Pacific. In der Folge wurde vor allem die in die Jahre gekommene und den Anforderungen nicht mehr gewachsene Strecke der Central Pacific modernisiert. Unter anderem wurde der Lucin Cutoff durch den Great Salt Lake errichtet.
Durch Bestrebungen des Präsidenten der USA Theodore Roosevelt 1912 die Macht der Monopolunternehmen mittels des Sherman Antitrust Acts einzuschränken, wurde verlangt, dass sich Southern Pacific und Union Pacific wieder trennen sollten. Da vor allem die Strecke der Central Pacific von Ogden bis nach Oakland für die Union Pacific von Bedeutung war, wurde angestrebt, Southern Pacific und Central Pacific zu trennen. Dieser Schritt wurde jedoch von der kalifornischen Regierung verhindert. Im Gegensatz zur Meinung in Öffentlichkeit und Politik, die die Bahngesellschaft als Kraken ansah, wurde damit die Zerschlagung deren Monopolstellung in Kalifornien verhindert.
Die Central Pacific wurde bis zum 21. April 1959 kommissarisch von der Southern Pacific geführt. Erst dann konnte die Southern Pacific die Central Pacific komplett übernehmen.
Die Central Pacific Railroad wurde 1968 von der American Society of Civil Engineers in die List of National Historic Civil Engineering Landmarks aufgenommen.